# Semecarpus balansae
Semecarpus balansae är en sumakväxtart som beskrevs av Adolf Engler. Semecarpus balansae ingår i släktet Semecarpus och familjen sumakväxter. Inga underarter finns listade i Catalogue of Life.